# Robert d’Hooghe
Robert Franz Armand Camille d’Hooghe (* 12. November 1903 in Armagh, Nordirland; † 17. Mai 1987 in Darmstadt) war ein belgisch-deutscher Verleger, Buch- und Kunsthändler sowie Journalist und Autor für Kunst- und Literaturkritiken in der Frankfurter Allgemeinen Zeitung und dem Darmstädter Echo. Außerdem arbeitete er als Fotograf mit dem Folkwang-Tanztheater der Stadt Essen / Ballets Jooss sowie der Internationalen Sommerakademie des Tanzes in Krefeld zusammen.

## Leben und Ausbildung
D’Hooghe wurde in der Nähe von Belfast, in Nordirland als Sohn eines belgischen Vaters und einer deutschen Mutter geboren, verließ Großbritannien jedoch bereits im Säuglingsalter und zog 1911 mit seiner Mutter in ihre Geburtsstadt Köln. Dort lebte er mit Unterbrechungen bis zum August 1924. Nach dem Abitur 1919 begann er in der Kölner Buchhandlung C. Roemke & Cie eine dreijährige Lehre und arbeitete anschließend im Kunsthaus Lempertz. Daneben hörte er kunstgeschichtliche Vorlesungen an der Universität in Bonn. Ab 1924 setzte er während seiner Tätigkeit im Rembrandt-Verlag seine kunstgeschichtlichen Studien an der Universität in Berlin fort.
1937 heiratete d’Hooghe die Buchhändlerin Marianne Wagner, mit der er gemeinsam nach Darmstadt übersiedelte, um dort eine Bücherstube zu übernehmen. Das Paar trennte sich Anfang der 1950er Jahre und d’Hooghe zog ins Rheinland um, wo er eine Lebensgemeinschaft mit der Folkwang-Tänzerin Isa Partsch in Essen-Werden führte. 1954 kehrte er zurück nach Darmstadt, wo er im Jahr 1987 starb. D’Hooghes Leben wurde von seiner Leidenschaft für Literatur, Bücher und Bilder und seinem Engagement für die Darmstädter Kunstszene bestimmt.

## Beruflicher Werdegang
Im Laufe seines Lebens erfüllte Robert d’Hooghe zahlreiche berufliche Tätigkeitsfelder, die sich stets um Kunst und Literatur, um Buch und Bild drehten. Er arbeitete als Buch- und Kunsthändler, als Verleger sowie als Autor und Journalist zahlreicher Kunst-, Literatur- und Kulturkritiken sowie kritischer Essays. Außerdem widmete er sich sowohl praktisch als auch journalistisch der Fotografie.
Nach seiner 1919 begonnenen Buchhandelslehre war Robert d’Hooghe ab 1924 in Berlin im gerade gegründeten Rembrandt-Verlag als Mitarbeiter tätig. Dort gab er Original-Graphiken und Mappenwerke zur bildenden Kunst heraus und arbeitete eng mit Adolf Heilmann zusammen, der für den Verlag zwei Monographien über Käthe Kollwitz und Heinrich Zille verfasste. D'Hooghe lernte hierbei auch die Künstler persönlich kennen, wobei sich mit Zille ein besonders intensiver Kontakt entwickelte. Es folgten im Verlagsprogramm Monographien zu Ernst Barlach, Paula Modersohn-Becker, Wilhelm Lehmbruck, Edvard Munch, Georg Kolbe und Franz Marc. Gelegentlich war er auch für die Vossische Zeitung, das Acht-Uhr-Abendblatt und andere Zeitungen und Zeitschriften als Autor tätig. Als der Rembrandt-Verlag infolge der Wirtschaftskrise in anderen Besitz überging, machte sich Robert d’Hooghe 1931 als Verlags-Agent selbstständig und gab einen Buchdienst heraus. 
1937 übernahm er zusammen mit seiner damaligen Frau Marianne Wagner die renommierte Bücherstube von Alfred Bodenheimer. Sie führten die Bücherstube als Buch- und Kunsthandlung in seinem Sinn fort. Dies erwies sich in der Zeit des Nationalsozialismus als schwierig, denn bald galten sie als „judenfreundlich“, wurden boykottiert, erhielten Anzeigen und wurden überwacht. 1944 wurde die Bücherstube bei einem Bombenangriff auf Darmstadt völlig zerstört. Im Juli 1947 konnten Robert d’Hooghe und seine Frau Marianne die Bücherstube in einer Ruine wiedereröffnen und an die alte Tradition mit Vorträgen, Dichterlesungen und Kunstausstellungen mit der Beteiligung von Werner Bergengruen, Bernard von Brentano, Georg Hensel und vielen weiteren anknüpfen. 
Robert d'Hooghe war gleichzeitig als politisch unbelasteter und mit der modernen Kunst und Literatur vertrauter Autor ab 1948 bis 1985 ein gefragter Kulturkritiker in der Frankfurter Allgemeinen Zeitung und dem Darmstädter Echo. Ab 1950 widmete er sich vornehmlich seiner journalistischen Tätigkeit. 1952 erhielt er den Preis des Deutschen Journalisten Verbandes für seine Artikel Das Glück des Fotografierens, Fotografische Perspektiven und Abbild oder Sinnbild. Zugleich betätigte er sich auch als Fotograf, unter anderem für Fotozeitschriften. In der Zeit seiner Lebensgemeinschaft mit der Folkwang-Tänzerin Isa Partsch in Essen-Werden bis zu seiner Rückkehr nach Darmstadt 1954 sowie noch einmal auf der Internationalen Sommerakademie des Tanzes in Krefeld 1959 fotografierte er sehr viel Tanz. Es handelt sich vor allem um Probenaufnahmen vom Folkwang-Tanztheater der Stadt Essen / Ballets Jooss und von Rosalia Chladek. Bei der Sommerakademie fotografierte er den Unterricht von Dore Hoyer, José de Udaeta, Victor Gsovsky und Lia Schubert. Sowohl die Veröffentlichung seiner Tanzfotos, als auch seiner Texte zum Thema Tanz sind noch nicht näher recherchiert und erforscht worden.  
D’Hooge wurde 1968 mit der Johann-Heinrich-Merck-Ehrung der Stadt Darmstadt ausgezeichnet.

## Werke

### Monographien
- Otto Steinert und Schüler – Fotografie als Bildgestaltung. Kiel, 1957.
- Mit Fritz Ebner: Der Torso – Fritz Schwarzbeck, Galerie Netuschil, Darmstadt 1982.
- Über den letzten Federstrich – Feuilletons. Auswahl und Vorwort von Claus K. Netuschil. Archiv Darmstädter Künstler, Darmstadt 1993.

### Artikel und Aufsätze (Auswahl)
- Ballett – flüchtige Kunst auf strengen Regeln. Veröffentlicht in der Frankfurter Allgemeinen Zeitung vom 10. Dezember 1954.
- Zur Situation des Tanzes. Erstveröffentlicht in der Frankfurter Allgemeinen Zeitung vom 25. Juni 1955, anschließend in der Bühnengenossenschaft, Jg. 7 / 1955, Nr. 8, S. 220–221.
- Heinz Hajek-Halke: Experimentelle Fotografie – Lichtgrafik. Mit einem Beitrag von Robert d'Hooghe. Athenäum, Bonn 1955.

### Veröffentlichte Fotografien (Auswahl)
- Weg im Nebel – Ein neues Jooss-Ballett in Essen uraufgeführt. Veröffentlicht in der Frankfurter Allgemeinen Zeitung vom 24. Juni 1952.

## Sekundärliteratur
- Robert d'Hooghe – Dokumente zu Leben und Werk. Mit Texten von Elisabeth Krimmel, Jürgen Diesner, Georg Hensel, Herbert Nette und Claus K. Netuschil. Archiv Darmstädter Künstler, Darmstadt 1993.
- Claus K. Netuschil: D’Hooghe, Robert. In: Roland Dotzert et al.: Stadtlexikon Darmstadt. Konrad Theiss Verlag,  Stuttgart 2006, ISBN 978-3-8062-1930-2, S. 171 (Digitalisat).